# Patinoire des Vernets
La Patinoire des Vernets (appelé aussi plus simplement les Vernets)[réf. nécessaire] est une patinoire située dans le quartier du même nom en ville de Genève, Suisse. Elle est principalement utilisée pour le hockey sur glace et est la résidence du Genève-Servette Hockey Club, club de LNA. L'édifice est réalisé à partir de 1957 par les architectes Albert Cingria, François Maurice et Jean Duret et il est inauguré le 28 novembre 1958. Il peut accueillir jusqu'à 7 135 personnes.

## Rénovation
En raison du succès de son club en LNA, la patinoire des Vernets a subi des rénovations en 2009 pour augmenter la capacité du nombre de spectateurs passant ainsi de 6 400 places à 7 202. L'inauguration pour les spectateurs a eu lieu le 2 octobre 2009, dans la rencontre qui opposa le GSHC à HC Lugano. Les rénovations de la patinoire en 2011 ont réduit la capacité à 7 135 tout en augmentant le nombre de places VIP.

## Spectateurs
Le projet initial permettait d'accueillir 10 000 spectateurs, 4 000 places assises dans la grande tribune et 6 000 autres debout sur les trois côtés restant. Réhabilitée en 1994 pour répondre à de nouvelles normes de sécurité sa capacité fut ainsi restreinte à 6 400 places au total. En 2009, la patinoire subit des travaux de rénovation pour augmenter le nombre de places à 7 202 spectateurs. En 2010, la patinoire arbore un nouveau rink sans poteaux pour tenir les plexiglaces entre eux. Elle y gagne en visibilité. Quelques menus travaux sont effectués en tribune VIP et la patinoire passe à 7 382 places. En 2011, des travaux ont augmenté le nombre de place VIP mais diminué le nombre total à 7 135 places.

## Compétitions internationales
Diverses compétitions internationales se sont déroulées dans cette patinoire depuis son inauguration :
- Championnats d'Europe de patinage artistique 1962 (du 27 février au 3 mars)
- Championnats d'Europe de judo 1963 (10 et 11 mai)
- Championnats du monde de patinage artistique 1968 (du 27 février au 3 mars)
- Championnats d'Europe de patinage artistique 1976 (du 13 au 18 janvier)
- Championnats du monde de patinage artistique 1986 (du 18 au 23 mars)
- Championnats du monde de curling masculin 1993 (du 28 mars au 4 avril)
- Championnats d'Europe de gymnastique rythmique 2001 (16 et 17 juin)

## Projet de remplacement
Les rénovations entreprises à la fin des années 2000 n'étant pas jugées suffisantes à long terme, le GSHC a émis régulièrement le souhait de réaliser une nouvelle enceinte, plus conforme à ses attentes. Le 24 janvier 2012, la Ville, le canton de Genève et le club annoncent avoir retenu le site du Trèfle-Blanc, sur la commune de Lancy pour y réaliser une nouvelle patinoire de 10 000 places, prévue pour ouvrir ses portes entre 2015 et 2016. Le choix s'explique par la bonne accessibilité de la zone, excentrée mais bien desservie par les transports publics et à la sortie de l'autoroute. 
Finalement prévue pour décembre 2028 puis 2030, la patinoire du Trèfle-Blanc contiendra deux surfaces de glace, dont l’une aura une capacité d’accueil du public de 8 500 places et accueillera les rencontres du Genève-Servette Hockey Club. Le projet prévoit aussi un parking souterrain ainsi qu’un bâtiment abritant des surfaces commerciales de près de 20 000 m2. 
Le projet lauréat de cette nouvelle patinoire a été dévoilé le 19 mars 2024. La future enceinte genevoise sera formée de plusieurs plateaux en décalage, offrant ainsi une série de terrasses. 